# Canton de Veuzain-sur-Loire
Le canton de Veuzain-sur-Loire, précédemment appelé canton d'Onzain, est une circonscription électorale française du département de Loir-et-Cher.

## Histoire
Un nouveau découpage territorial de Loir-et-Cher entre en vigueur à l'occasion des élections départementales de 2015. Il est défini par le décret du 21 février 2014, en application des lois du 17 mai 2013 (loi organique 2013-402 et loi 2013-403). Les conseillers départementaux sont, à compter de ces élections, élus au scrutin majoritaire binominal mixte. Les électeurs de chaque canton élisent au Conseil départemental, nouvelle appellation du Conseil général, deux membres de sexe différent, qui se présentent en binôme de candidats. Les conseillers départementaux sont élus pour 6 ans au scrutin binominal majoritaire à deux tours, l'accès au second tour nécessitant 12,5 % des inscrits au 1er tour. En outre la totalité des conseillers départementaux est renouvelée. Ce nouveau mode de scrutin nécessite un redécoupage des cantons dont le nombre est divisé par deux avec arrondi à l'unité impaire supérieure si ce nombre n'est pas entier impair, assorti de conditions de seuils minimaux. Dans le Loir-et-Cher, le nombre de cantons passe ainsi de 30 à 15.
Le canton d'Onzain est formé de communes des anciens cantons de Herbault (21 communes) et de Blois 5e Canton (5 communes). Il est entièrement inclus dans l'arrondissement de Blois. Le bureau centralisateur est situé à Onzain.
Le canton prend sa dénomination actuelle par décret du 24 février 2021.

## Représentation
| Période élective | Période élective | Mandat | Mandat   | Identité            | Nuance | Nuance | Qualité |
| ---------------- | ---------------- | ------ | -------- | ------------------- | ------ | ------ | --- |
| 2015             | 2021             | 2015   | 2021     | Catherine Lhéritier |        | LR     | Maire déléguée de Chouzy-sur-Cisse Vice-Présidente du Conseil départemental, chargée du personnel, de l'enseignement supérieur, des transports et de l'aérodrome du Breuil |
| 2015             | 2021             | 2015   | 2021     | Nicolas Perruchot   |        | LR     | Député (2002-2012) Maire de Blois (2001-2008) Président du Conseil départemental                                                                                           |
| 2021             | 2028             | 2021   | en cours | Yves Lecuir         |        | DVD    | Maire délégué d'Onzain |
| 2021             | 2028             | 2021   | en cours | Catherine Lhéritier |        | LR     | Conseillère sortante, 1ère Vice-Présidente du conseil départemental |

### Résultats détaillés

#### Élections de mars 2015
À l'issue du 1er tour des élections départementales de 2015, trois binômes sont en ballottage : Catherine Lhéritier et Nicolas Perruchot (Union de la Droite, 32,85 %), Laëtitia Adam et Cédric Pelé (FN, 30,3 %) et Béatrice Amossé-Guettard et Yannick Sevrée (PS, 29,98 %). Le taux de participation est de 56,97 % (8 926 votants sur 15 669 inscrits) contre 53,42 % au niveau départemental et 50,17 % au niveau national.
Au second tour, Catherine Lhéritier et Nicolas Perruchot (Union de la Droite) sont élus avec 38,69 % des suffrages exprimés et un taux de participation de 60,28 % (3 524 voix pour 9 445 votants et 15 669 inscrits).

#### Élections de juin 2021
Le premier tour des élections départementales de 2021 est marqué par un très faible taux de participation (33,26 % au niveau national). Dans le canton de Veuzain-sur-Loire, ce taux de participation est de 38,68 % (6 144 votants sur 15 883 inscrits) contre 35,86 % au niveau départemental. À l'issue de ce premier tour, deux binômes sont en ballottage : Yves Lecuir et Catherine Lheritier (Union au centre et à droite, 47,7 %) et Evelyne Dauron et François Thiollet (binôme écologiste, 30,2 %).
Le second tour des élections est marqué une nouvelle fois par une abstention massive équivalente au premier tour. Les taux de participation sont de 34,36 % au niveau national, 35,81 % dans le département et 37,29 % dans le canton de Veuzain-sur-Loire. Yves Lecuir et Catherine Lheritier (Union au centre et à droite) sont élus avec 64,14 % des suffrages exprimés (3 534 voix pour 5 924 votants et 15 885 inscrits),,.

## Composition
Lors de sa création, le canton d'Onzain comprend vingt-six communes.
À la suite du regroupement de Molineuf et Orchaise pour former la commune nouvelle de Valencisse au 1er janvier 2016, rejointes par Chambon-sur-Cisse le 1er janvier 2017, et de celui de Chouzy-sur-Cisse, Coulanges et Seillac pour former la commune nouvelle de Valloire-sur-Cisse le 1er janvier 2017, le canton comprend désormais vingt-et-une communes.
| Nom                                       | Code Insee | Intercommunalité           | Superficie (km2) | Population (dernière pop. légale) | Densité (hab./km2) | Modifier                                    |
| ----------------------------------------- | ---------- | -------------------------- | ---------------- | --------------------------------- | ------------------ | ------------------------------------------- |
| Veuzain-sur-Loire (bureau centralisateur) | 41167      | CA de Blois « Agglopolys » | 37,96            | 3 327 (2022)                      | 88                 | modifier les données · modifier les données |
| Averdon                                   | 41009      | CA de Blois « Agglopolys » | 29,14            | 677 (2022)                        | 23                 | modifier les données · modifier les données |
| Champigny-en-Beauce                       | 41035      | CA de Blois « Agglopolys » | 22,31            | 607 (2022)                        | 27                 | modifier les données · modifier les données |
| La Chapelle-Vendômoise                    | 41040      | CA de Blois « Agglopolys » | 13,07            | 797 (2022)                        | 61                 | modifier les données · modifier les données |
| Fossé                                     | 41091      | CA de Blois « Agglopolys » | 10,20            | 1 270 (2022)                      | 125                | modifier les données · modifier les données |
| Françay                                   | 41093      | CA de Blois « Agglopolys » | 20,31            | 271 (2022)                        | 13                 | modifier les données · modifier les données |
| Herbault                                  | 41101      | CA de Blois « Agglopolys » | 13,01            | 1 139 (2022)                      | 88                 | modifier les données · modifier les données |
| Lancôme                                   | 41108      | CA de Blois « Agglopolys » | 9,89             | 121 (2022)                        | 12                 | modifier les données · modifier les données |
| Landes-le-Gaulois                         | 41109      | CA de Blois « Agglopolys » | 24,15            | 727 (2022)                        | 30                 | modifier les données · modifier les données |
| Marolles                                  | 41128      | CA de Blois « Agglopolys » | 9,88             | 721 (2022)                        | 73                 | modifier les données · modifier les données |
| Mesland                                   | 41137      | CA de Blois « Agglopolys » | 26,38            | 549 (2022)                        | 21                 | modifier les données · modifier les données |
| Monteaux                                  | 41144      | CA de Blois « Agglopolys » | 6,27             | 723 (2022)                        | 115                | modifier les données · modifier les données |
| Saint-Bohaire                             | 41203      | CA de Blois « Agglopolys » | 14,06            | 493 (2022)                        | 35                 | modifier les données · modifier les données |
| Saint-Cyr-du-Gault                        | 41205      | CA de Blois « Agglopolys » | 26,06            | 174 (2022)                        | 6,7                | modifier les données · modifier les données |
| Saint-Étienne-des-Guérets                 | 41208      | CA de Blois « Agglopolys » | 11,72            | 115 (2022)                        | 9,8                | modifier les données · modifier les données |
| Saint-Lubin-en-Vergonnois                 | 41223      | CA de Blois « Agglopolys » | 17,06            | 776 (2022)                        | 45                 | modifier les données · modifier les données |
| Saint-Sulpice-de-Pommeray                 | 41230      | CA de Blois « Agglopolys » | 11,50            | 1 841 (2022)                      | 160                | modifier les données · modifier les données |
| Santenay                                  | 41234      | CA de Blois « Agglopolys » | 30,28            | 293 (2022)                        | 9,7                | modifier les données · modifier les données |
| Valencisse                                | 41142      | CA de Blois « Agglopolys » | 43,76            | 2 329 (2022)                      | 53                 | modifier les données · modifier les données |
| Valloire-sur-Cisse                        | 41055      | CA de Blois « Agglopolys » | 40,36            | 2 433 (2022)                      | 60                 | modifier les données · modifier les données |
| Villefrancœur                             | 41281      | CA de Blois « Agglopolys » | 18,08            | 420 (2022)                        | 23                 | modifier les données · modifier les données |
| Canton de Veuzain-sur-Loire               | 4108       |                            | 435,45           | 19 803 (2022)                     | 45                 | modifier les données                        |

## Démographie
En 2022, le canton comptait 19 803 habitants, en évolution de −2,64 % par rapport à 2016 (Loir-et-Cher : −1,15 %, France hors Mayotte : +2,11 %).
| 2013   | 2018   | 2022   |
| ------ | ------ | ------ |
| 20 384 | 20 137 | 19 803 |